# Ballon d'or 1960
Navigation
Édition précédente Édition suivante
Le Ballon d'or 1960 récompensant le meilleur footballeur européen évoluant en Europe a été attribué le 13 décembre 1960 à l'Espagnol Luis Suárez.
Il s'agit de la 5e édition de ce trophée mis en place par le magazine français France Football qui publia le vote dans le numéro 770. Dix-neuf nations (un vote par nation) ont pris part au vote (Allemagne de l'Ouest, Angleterre, Autriche, Belgique, Bulgarie, Espagne, France, Grèce, Hongrie, Italie, Pays-Bas, Pologne, Portugal, Suède, Suisse, Tchécoslovaquie, Turquie, Union soviétique et Yougoslavie).
Le titre est remporté de peu par l'Espagnol Luis Suárez, succédant à son compatriote Alfredo Di Stéfano.

## Classement complet
| Rang | Nom                 | Club                     | Nationalité          | Points |
| 1    | Luis Suárez         | FC Barcelone             | Espagne              | 54     |
| 2    | Ferenc Puskás       | Real Madrid              | Hongrie              | 37     |
| 3    | Uwe Seeler          | Hambourg SV              | Allemagne            | 33     |
| 4    | Alfredo Di Stéfano  | Real Madrid              | Espagne              | 32     |
| 5    | Lev Yachine         | Dynamo Moscou            | Union soviétique     | 28     |
| 6    | Raymond Kopa        | Stade de Reims           | France               | 14     |
| 7    | John Charles        | Juventus                 | Pays de Galles       | 11     |
| 7    | Bobby Charlton      | Manchester United        | Angleterre           | 11     |
| 9    | Omar Sívori         | Juventus                 | Italie               | 9      |
| 9    | Horst Szymaniak     | Karlsruher SC            | Allemagne de l'Ouest | 9      |
| 11   | Francisco Gento     | Real Madrid              | Espagne              | 8      |
| 12   | Bora Kostić         | Étoile rouge de Belgrade | Yougoslavie          | 7      |
| 13   | Joseph Ujlaki       | RC Paris                 | France               | 5      |
| 14   | Kurt Hamrin         | Fiorentina               | Suède                | 4      |
| 14   | Bobby Smith         | Tottenham                | Angleterre           | 4      |
| 16   | Jimmy Greaves       | Chelsea                  | Angleterre           | 3      |
| 16   | Ivan Kolev          | CDNA Sofia               | Bulgarie             | 3      |
| 16   | Luis del Sol        | Real Madrid              | Espagne              | 3      |
| 19   | Károly Sándor       | MTK Budapest             | Hongrie              | 2      |
| 19   | János Göröcs        | Újpest FC                | Hongrie              | 2      |
| 19   | Agne Simonsson      | Örgryte IS               | Suède                | 2      |
| 19   | Dragoslav Šekularac | Étoile rouge de Belgrade | Yougoslavie          | 2      |
| 23   | Antonio Angelillo   | Inter                    | Italie               | 1      |
| 23   | Blagoja Vidinić     | Radnički Belgrade        | Yougoslavie          | 1      |
| 23   | Erich Hof           | Wiener                   | Autriche             | 1      |
| 23   | Gerhard Hanappi     | Rapid Vienne             | Autriche             | 1      |